# Edward German

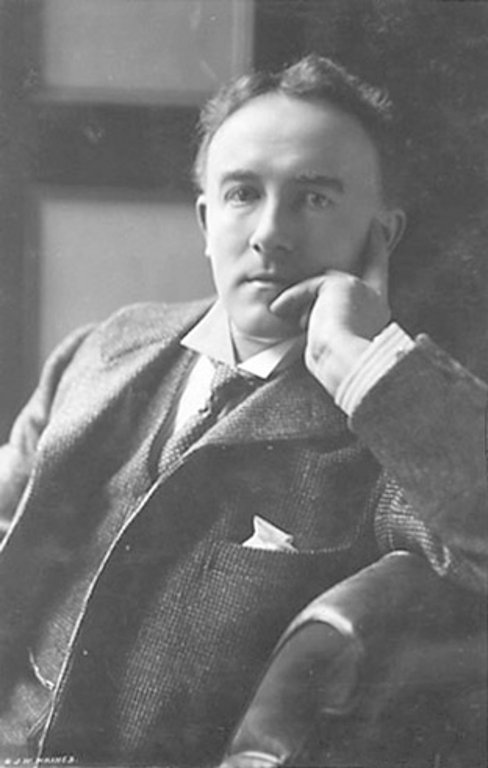
Sir Edward German

Edward German (Whitchurch (Shropshire), 17 februari 1862 - Maida Vale, 11 november 1936) was een Brits componist, voornamelijk bekend van gelegenheidsmuziek en de opvolger van Arthur Sullivan als componist van komische opera's. Hij werd geboren als Edward German Jones in een gezin van Welshe komaf met in totaal vijf kinderen. Zijn vader John David Jones was drankhandelaar, kerkorganist en plaatselijk predikant; zijn moeder Betsey (Elizabeth) Cox gaf Bijbelles op een meisjesschool. Zijn naam wordt uitgesproken als Edward Karmon afkomstig van het Welshe Garmon.

## Biografie

### Jeugd
Zijn muzikale opleiding begon toen hij vijf jaar oud was; hij kreeg piano- en orgellessen van zijn vader. Op zijn zesde stichtte hij zijn eigen ensemble, leerde zichzelf viool spelen, componeren en arrangeren, onderwijl optredend in zijn woonomgeving.  Daarnaast zong hij als alt in het kerkkoor en speelde pianoduetten boven zijn ooms kruidenier met zijn zuster Ruth Jones, die in 1877 overleed.
Gedurende zijn tienerjaren probeerden zijn ouders hem richting scheepsmaker te sturen; tijdens zijn studie werd hij ernstig ziek, waardoor hij uiteindelijk te oud werd gevonden om als leerling-scheepmaker door het leven te gaan. Hij stichtte daarop een kwintet, waarin naast vrienden ook zijn zuster meespeelde. German verzorgde de arrangementen, speelde viool; zijn zuster achter de piano of contrabas. Alsof dat niet genoeg was leidde hij een plaatselijk orkest, speelde aan het amateurtoneel en zong liedjes in verschillende gelegenheden.

### Academie
In 1880 mag hij als privéleerling van Walter Hay, koordirigent in Whitchurch, toetreden tot de Royal Academy of Music. Daar vindt om verwarring te voorkomen met medestudent Edward Jones zijn naamswijziging plaats, eerst nog in J. E. German, later afgekort tot Edward German Hij studeerde daar viool en orgel, maar pakte ook een studie compositie bij Ebenezer Prout op. Tijdens concerten op de Academy worden als werken van hem uitgevoerd. Al in 1884 worden hij onderprofessor viool aan de Academy. Gedurende dat seizoen ontving hij diverse prijzen voor zijn vioolspel. In 1885 kreeg zijn compositie Te Deum de Charles Lucas Medal. Het werk voor solisten, koor en orgel zorgde er uiteindelijk voor dat hij overstapte van viool spelen naar componeren. Het volgend jaar volgde als zijn eerste opera: Two Poets, ook uitgevoerd aan de Academy. In 1887 volgde zijn eerste symfonie, wederom aan de Academy. Hij bewerkte het stuk voor een concert in Crystal Palace in 1890.
Tijdens zijn studie gaf hij les aan de Wimbledon School en speelde viool in theaterorkesten, waaronder het Savoy Theatre. In 1886 en 1889 reisde hij naar Duitsland alwaar hij onder meer in Bayreuth  onder de indruk raakte van het genre opera. Hij verloofde zich met Ethel Mary Boyce (1863-1936) uit Chertsey, die ook student compositie was aan de Academie. De verloving hield geen stand, maar ze bleven vrienden.

### Theaterleven
Als de studie in 1888 wordt afgerond blijft German lesgeven en wordt in 1888 op voorspraak van dirigent Alberto Randegger aangesteld als muzikaal leider van het Globe Theatre, hetgeen hem uiteindelijk geen windeieren zou leggen. Tijdens zijn verblijf aldaar componeerde hij toneelmuziek voor zijn eigen theater maar ook voor anderen. Als eerste kwam van zijn hand muziek bij Richard III (1889), men was dermate enthousiast dat een orkestsuite noodzakelijk werd. Met name de Ouverture was populair. In 1892 werd dat gevolgd door muziek door Henry VIII voor het Lyceum Theatre in Londen. De muziek bevatte enkele traditionele Engelse dansmuziek, hetgeen ervoor zorgde dat muziekuitgave binnen een jaar meer dan 30.000 exemplaren verkocht. Zijn populariteit steeg en hij kreeg opdrachten voor muziek voor The Tempter (1893), Romeo en Julia (1895), As You like it (1896), Much Ado About Nothing (1898) en English Nell, ook wel Nell Gwyn (1900).
Gedurende die periode componeerde hij ook concertwerken, ze bevatten soms bewerkingen van zijn theatermuziek. Zijn Gypsy Suite werd net zo populair als zijn muziek van Richard III. Zijn muziek werd geschreven in een stijl, die leek op de muziek uit de Tudor-periode. In aanvulling daarop verschenen nog liederen en pianostukken van zijn hand. Werken voor orkest waren onder meer zijn tweede symfonie uit 1893, de symfonische suite ‘Leeds’ (1895), een symfonisch gedicht getiteld Hamlet voor Birmingham (1897) en The Seasons voor Norwich (1899) . in 1901 moest nog een vioolconcert volgen,maar dat werk zou nooit voltooid worden vanwege ander werk. In 1902 volgde wel March Rhapsody on Original Themes voor een festival in Brighton.

### Overstap naar opera
In die tijd vond zij overstap naar komische opera plaats. Het Savoy Theatre zat met een onvoltooide opera van Sullivan, The Emerald Isle. German werd gevraagd om de opera gereed te maken voor uitvoering. Het was de reden dat het vioolconcert in de schetsversie op de plak kwam te liggen. Het succes van de opera was enorm; uitvoeringen volgden tot in de jaren 20 en dat zorgde voor meer verzoeken. In 1920 volgde wederom een succes in Merrie England (libretto van Basil Hood). Merrie England was zo gewild, dat het regelmatig op de bühne kwam en daarmee, inclusief amateur-uitvoeringen waarschijnlijk de meest uitgevoerd Engelse opera werd. Sommige liederen uit de opera waren populair tot midden 20e eeuw (The English Rose, O Peaceful England en The Yeomen of England).
Een derde opera A Princess of Kensington (1903) had geen succes, ondanks dat het tot een uitvoering kwam in New York. Daarna volgde een liederencyclus gebaseerd op Rudtard Kiplings teksten, waaronder Just So Songs. In 1904 volgde de Welshe Rhapsody voor een festival in Cardiff.
Zijn succesverhaal vervolgde in 1907 met zijn opera Tom Jones voor het Apollo Theatre. De opera beleefde talloze uitvoeringen, waaronder weer New York, alwaar German het werk zelf dirigeerde. In 1909 kwam de val, succes voor zijn opera Fallen Fairies bleef uit. W.S. Gilbert met wie hij werkte stelde Nancy McIntosh aan als Selene; zij vond geen genade bij de critici. Men vond haar optreden zwak. De producenten vervingen haar door Amy Evansen wilden dat er een lied, dat eerder was verwijderd, weer toegevoegd werd. Gilbert weigerde en hoopte dat German hem zou volgen. German voorzag problemen en sloot zich aan bij de producenten.

### Laatste jaren
Het gedoe rondom Fallen Fairies zorgde ervoor dat German nog maar zelden componeerde. In 1911 volgde nog de Kroningsmars voor de kroning van George V van Engeland. Hij componeerde de eerste Britse filmmuziek; hij ontving 50 guineas voor 16 maten voor een film over Henry VIII. Hij sloeg een nieuw verzoek tot een opera (1912) over het leven van Francis Drake af, omdat het hem leek op een herhaling van Merrie England. Daarna volgde koormuziek etc. In 1919 kwam Theme and six diversions van zijn hand om uiteindelijk te eindigen bij The Willow Song, een muzikaal gedicht met inspiratie uit Othello (1921).
Het kwam daarna tot een revival van componeren. Hij vond het echter moeilijk om zich aan te passen aan de nieuwe stijlen binnen de klassieke muziek, maar ging wel door met het bewerken van eigen stukken. Hij bleef dirigeren, ondanks een verkeersongeluk tijdens de Eerste Wereldoorlog. Hij mocht zelfs als eerste dirigent optreden bij het Bournemouth Symphony Orchestra. Een oogziekte zorgde ervoor dat hij het dirigeren moest laten vanwege een blind rechteroog (1928). Hij nam nog wel eigen werk op, waaronder zijn succes Merrie England. In 1928 werd hij geridderd. Bij het gala waren andere beroemdheden aanwezig zoals Edward Elgar, Alexander Mackenzie en anderen. In 1930 gaf hij zelf zijn eigen tweede symfonie uit. Hij ontving in 1934 een hoge onderscheiding van de Royal Philharmonic Society en werd leider van een stichting, die stond voor betere auteursrechten voor componisten.
Tot zijn teleurstelling zag hij zijn populariteit dalen, waarbij German nog zelf opmerkte dat zijn serieuze werk leed onder zijn gewilde werken. Een overeenkomst met John Foulds, die hetzelfde overkwam. Echter, Merrie England en Tom Jones worden nog steeds opgevoerd. Op 74-jarige leeftijd overleed hij aan kanker; zijn as is verspreid op de begraafplaats van zijn geboortedorp.

## Muziek
Zijn muziek is typisch Engels; sommigen horen invloeden van Franse muziek en de muziek van Tsjaikovski. Aan de andere kant hoort men een soort voorloper van de muziek die Elgar later zou schrijven. Elgar was een vriend van German. John Barbirolli kon de muziek van German waarderen. Als in 1994 de eerste twee compact discs worden uitgegeven met zijn werken, zijn de kritieken lovend. Men vindt de werken ten onrechte vergeten en blijk geven van vakmanschap.  Daartegenover staat dan dat er weer een tijd gewacht moet worden, voordat nieuwe uitgaven volgen. Dutton Vocalion, een platenlabel dat gespecialiseerd is in vergeten repertoire pakt de draad op, maar dat is in de eerste jaren van de 21e eeuw.

## Edward German Festival
In 2006 komt het tot een wederopstanding van zijn muziek. In zijn geboorteplaats worden vanaf dan festivals gehouden gewijd aan zijn muziek. Julian Lloyd Webber, een van de oprichters, heeft er opgetreden en er is een concertuitvoering gegeven van Merrie England. In 2009 komt Tom Jones op de planken waarschijnlijk vergezeld van een opname.

## Oeuvre

### Opera's
- The Two Poets (1886), omgewerkt tot The Rival Poets (1901)
- The Emerald Isle (1901); voltooiing van Sullivans opera
- Merrie England (1902)
- A Princess of Kensington (1903)
- Tom Jones (1907)
- Fallen Fairies (1909)

### Toneelmuziek
- Richard III Ouverture (1889)
- Henry VIII (1892)
- The Tempter (1893)
- Romeo and Juliet (1893)
- Michael and his Lost Angel (1896)
- As You Like It (1896)
- Much Ado about Nothing (1898)
- English Nell (1900), later bekend als Nell Gwyn
- The Conqueror (1905)

### Orkestwerken
- The Guitar (1883)
- Bolero (1883)
- Symfonie nr. 1 in e-mineur (1887)
- March Solennelle (1891)
- On German Airs (1891)
- Gipsy Suite (1892)
- Symfonie nr. 2 ( The "Norwich") in a-mineur (1893)
- Symfonische suite in d-mineur (The "Leeds") (1895)
- In Commemoration (1897)
- Hamlet (1897)
- De Seizoenen (1899)
- March Rhapsody on Original Themes (1902)
- Welsh Rhapsody (1904)
- Kroningsmars (1911)
- The Irish Guards (1918)
- Theme and Six Diversions (1919)
- The Willow Song (1922)
- Cloverley Suite (1934)

### Koorwerken en liederen
- Te Deum in F (1885)
- The Chase (1886)
- Antigone (c 1887)
- O Lovely May (1894)
- Who is Sylvia? (1894)
- Banks of the Bann (1899)
- Just So Songs (1903; arrangementen van 1916-1933)
- Canada Patriotic Hymn (1904)
- O Peaceful Night (1904)
- Introit: Bread of Heaven (1908)
- Grace: Non Nobis Domine (1911)
- Pure as the Air (1911)
- The Three Knights (1911)
- Beauteous Morn (1912)
- In Praise of Neptune (1912)
- My Bonnie Lass (1912)
- Sleeping (1912)
- Sweet Day So Cool (1912)
- Morning Hymn (1912)
- Intercessory Hymn: Father Omnipotent (1915)
- London Town (1920)
- Rolling Down to Rio

### Liederen voor solostemmen
- All Friends Around the Wrekin: A Song of Shropshire
- Big Steamers
- Be Well Assured (from The Fringes of the Fleet)
- Have You News of My Boy Jack? (1916)
- Charming Chloe
- Cupid at the Ferry
- Love the Pedlar
- Sea Lullaby
- Heigh Ho
- Bird of Blue
- Glorious Devon

### Werken voor piano
- Suite for Pianoforte: "Impromptu", "Valse Caprice", "Bourrêe", "Elegy", "Mazurka", "Tarantella" (1889)
- Four Pianoforte Duets (1890)
- Graceful Dance in F (1891)
- Polish Dance (1891)
- Valse in A Flat (1891)
- Album Leaf (1892)
- Intermezzo in A Minor (1892)
- Valsette pour Piano (1892)
- Minuet in G (1893)
- Second Impromptu (1894)
- Concert Study in A Flat (1894)
- Melody in E Flat (1895)
- Suite for Four Hands (1896)
- "Columbine" Air de Ballet (1898)
- Abendlied "Evensong" (1900)
- Melody in E. "The Queen's Carol" (1905)

### Werken voor viool
- Nocturne (1882)
- Chanson d'Amour (1880s)
- Barcarolle (1880s)
- Album Leaf (1880s)
- Sprites' Dance (1880s)
- Bolero (1883)
- Scotch Sketch for 2 Violins and Pianoforte (1890)
- Moto Perpetuo Pour Violin Accompagnement de Piano (1890)
- Souvenir for Violin and Pianoforte (1896)
- Song without Words (1898)
- Three Sketches: "Valsette", "Souvenir", "Bolero" (1897)

### Andere werken
- Saltarelle (voor blaasinstrumenten) (1889)
- Pastorale and Bourrée (voor blaasinstrumenten) (1891)
- Suite: Three Pieces (voor blaasinstrumenten) (1892)
- Andante and Tarantella (voor blaasinstrumenten) (1892)
- Romance (voor blaasinstrumenten) (1892)
- Intermezzo (voor blaasinstrumenten) (1894)
- Early One Morning (voor blaasinstrumenten) (1900)
- Trio in D voor Violin, Violincello, and Pianoforte (c. 1883)
- Serenade (voor kamerensemble) (1890's)
- Andante in B Flat (voor orgel) (1880s)

- Bibsys: 3020121
- Biblioteca Nacional de España: XX4425327
- Bibliothèque nationale de France: cb13894412w (data)
- Catàleg d'autoritats de noms i títols de Catalunya: 981058519108006706
- Gemeinsame Normdatei: 118957627
- International Standard Name Identifier: 0000 0003 6850 2501
- Library of Congress Control Number: n80166825
- Nationale Bibliotheek van Letland: 000195451
- MusicBrainz: a6b017d9-7a17-42f1-a036-8829c449b6e5
- Nationale Bibliotheek van Tsjechië: jx20080623004
- Nationale Bibliotheek van Israël: 987007270927205171
- Nationale Bibliotheek van Polen: a0000003024358
- Nederlandse Thesaurus van Auteursnamen: 073929778
- SNAC: w6028pnb
- Système universitaire de documentation: 147008522
- Trove: 844182
- Virtual International Authority File: 79166704
- WorldCat: E39PBJf4cxT74JJvjqc9H7HcT3